# Lycosa danjiangensis
Lycosa danjiangensis là một loài nhện trong họ Lycosidae.
Loài này thuộc chi Lycosa. Lycosa danjiangensis được Chang-Min Yin, Zhao & Y. H. Bao miêu tả năm 1997.